# Partido de General San Martín
General San Martín, o simplemente San Martín, es uno de los 135 partidos de la provincia argentina de Buenos Aires. Su cabecera es la ciudad homónima de San Martín. Forma parte del aglomerado urbano conocido como Gran Buenos Aires, ubicándose en la zona norte del mismo. Se encuentra al noroeste de la Ciudad Autónoma de Buenos Aires, con la cual limita por la Avenida General Paz. Limita con los partidos de Vicente López y San Isidro al este, Tigre al norte, San Miguel y Tres de Febrero al oeste, y la Ciudad Autónoma de Buenos Aires al sur.

## Toponimia
Lo debe al general y Padre de la Patria Don José de San Martín, prócer argentino que lideró las batallas por la independencia argentina. El antiguo nombre de Santos Lugares de Rosas fue cambiado en 1855 para evitar resentimientos en una población que estaba muy identificada con el ya derrotado Juan Manuel de Rosas.

## Historia

### Los comienzos
Con la fundación de Buenos Aires y el reparto de chacras de los alrededores llegaron los primeros pobladores criollos. Sin embargo, recién tuvo sus comienzos como pueblo de campaña al final del siglo XVIII con la instalación de una orden franciscana, y luego de mercedarios. El nombre original del pueblo "Pago de los Santos Lugares" se lo debe a estos frailes, quienes hacían sus acciones en beneficio de los Santos Lugares de Jerusalén. Alrededor de la capilla de los Santos Lugares -creada por los franciscanos tras una donación de tierra de don Pablo Luis de Gaona- fueron asentándose una escuela, un cementerio y la posta. El lugar había pertenecido al curato de San Isidro.

### Historia: 1806 - 1886

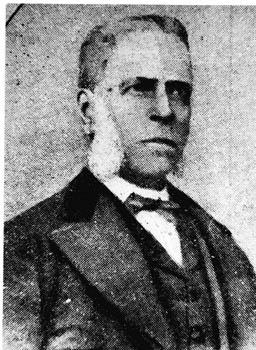
Félix Ballester (1800-1869), primer Juez de Paz del Partido de General San Martín.

El partido fue sede del primer fuego entre ingleses y criollos en la Primera Invasión Inglesa a Buenos Aires (1806). En 1812 el general José de San Martín hizo posta en el pueblo, mientras iba a sus expediciones libertadoras. 
En 1835, Don Félix Ballester (1800-1869) en representación del vecindario de Santos Lugares propuso la fundación formal del pueblo. Don Juan Manuel de Rosas, gobernador de la provincia de Buenos Aires, fundó el pueblo por decreto del 25 de marzo de 1836. A finales de ese año se le dio el nombre de Santos Lugares de Rosas, en honor al gobernador y por iniciativa de los propios lugareños. En el cuartel de Santos Lugares (construido en 1840) se firmó el fin de la intervención anglo-francesa en el río Paraná, tras los sucesos de la Batalla de la Vuelta de Obligado.
La guerra civil posterior que provocó la escisión transitoria de la provincia de Buenos Aires, tuvo como protagonista privilegiado a este partido, ya que en este lugar Rosas instaló el Cuartel General de Santos Lugares; además la batalla de Caseros, en la que el Restaurador de las Leyes es derrotado por Urquiza, se desarrolló en tierras que eran parte de este partido por entonces. Esto significó años muy difíciles para un pueblo tan identificado con el derrotado. Por esa razón, le costó mucho tras su reconstrucción pedir la confirmación de la fundación y la traza del pueblo. 
En 1856 el ministro de gobierno Dalmacio Vélez Sarsfield dispuso la revalidación de la fundación, aunque le dio el nombre de General San Martín. El decreto lo firmó el 18 de diciembre el gobernador Pastor Obligado, se designó la traza y la primera comisión municipal, integrada por Antonio Santa María, Félix Ballester y Miguel Polero. 
El 25 de febrero de 1864 se creó el Partido de General San Martín, fue nombrado Don Félix Ballester como Juez de Paz, y más tarde Presidente de la Comisión Municipal. En 1886, tras la sanción de la Ley Orgánica de Municipalidades asumió su primer intendente, el Dr. Pedro Ballester.

### Ferrocarril Ramal San Martín
En el ambiente ferroviario hasta el 28 de octubre de 1951 funcionaba el ramal San Martín que partía desde Estación Federico Lacroze: estación terminal del Ferrocarril General Urquiza, hasta San Martín. El circuito del casco urbano y cargas dentro de San Martín avanzaba desde el predio de la Estación Coronel Lynch por donde hoy es la diagonal Carnot / Iturraspe (101) 300-1599 doblando por General Roca (99) hasta Pedriel (42) al 4100 siguiendo hasta la altura 3300 doblando por 25 de mayo (79) hasta Saavedra (77) y M. de Irigoyen (38) siguiendo derecho por donde actualmente está el predio de la UNSAM hasta llegar a metros de la Estación Miguelete actualmente Línea Mitre, donde se establecieron vías de intercambio. Tal como se observa en la imagen. Toda esta extensión era conocida como el "Ramal a San Martín", el cual fue inaugurado el 20 de febrero de 1911. El 14 de marzo de 1908 se autorizó la tracción eléctrica desde la Estación Federico Lacroze: estación terminal del Ferrocarril General Urquiza hasta San Martín, y el servicio de tranvías eléctricos se inaugura el 23 de noviembre de 1908. Para aquel entonces el Ramal a San Martín seguía manteniendo 3 estaciones: Lugones (km 7.90), Roma (km 8.50) y San Martín (hoy Pza. Kennedy) con su galpón de cargas que se hallaba donde actualmente se encuentra el colegio Ing. Emilio Mitre.
En 1908 se construye la parada "Villa Progreso" en el kilómetro 7,900 (luego en 1955 se llamó "Leopoldo Lugones".)
En 1910 se construye la parada "Centenario" en el kilómetro 8,680.
En 1936 se construye la parada "kilómetro 8,800" (esta existió hasta 1951)
En 1937 se construye la parada "Roma" en el kilómetro 8,500 (que reemplaza a "Centenario")
Y en 1951 es clausurada "kilómetro 8,800" construyéndose la Estación San Martín en el lugar donde se encuentra actualmente la Plaza Kennedy.
Hacia mediados del 61, el presidente Arturo Frondizi lanza el Plan Larkin, que congelaba el déficit ferroviario, condicionaba los aumentos salariales a aumentos de tarifas, suprimía 4.000 km de vías, ramales e instalaciones en todo el país y propugnaba la privatización de servicios y entrega de los talleres de la empresa estatal ferroviaria –EFEA–. El régimen laboral sería modificado y miles de trabajadores quedarían en la calle. La supervisión del proyecto quedaría a cargo de la "Comisión Larkin", integrada por expertos norteamericanos.
La Cámara de Industriales Ferroviarios que agrupaba a la burguesía nacional ligada al sector, no opuso reparos a esta política. El 28/07/1961 el decreto n.º 6369 ordena su clausura, a pesar de haberse hecho un estudio para hacer un servicio de lanzadera Lynch - S.Martín , el 27/10/61 se dispone la fecha de clausura a partir del día 28. Cabe destacar que los días 26 y 27 de ese mes La Fraternidad hizo una huelga, que luego terminaría el la gran huelga del ’61 donde comenzaron las primeras grandes clausuras de ramales, por lo tanto se deduce que el último tren circuló el 25/10/1961...
En la actualidad aún se pueden ver parte de los rieles usados en el ramal, donde actualmente se encuentra la Pza. del Gaucho (al lado de la Pza. Kennedy) sobre la calle Pedriel (42) entre San Martín (91) y Intendente A. M. Campos (89).

#### San Martín moderno

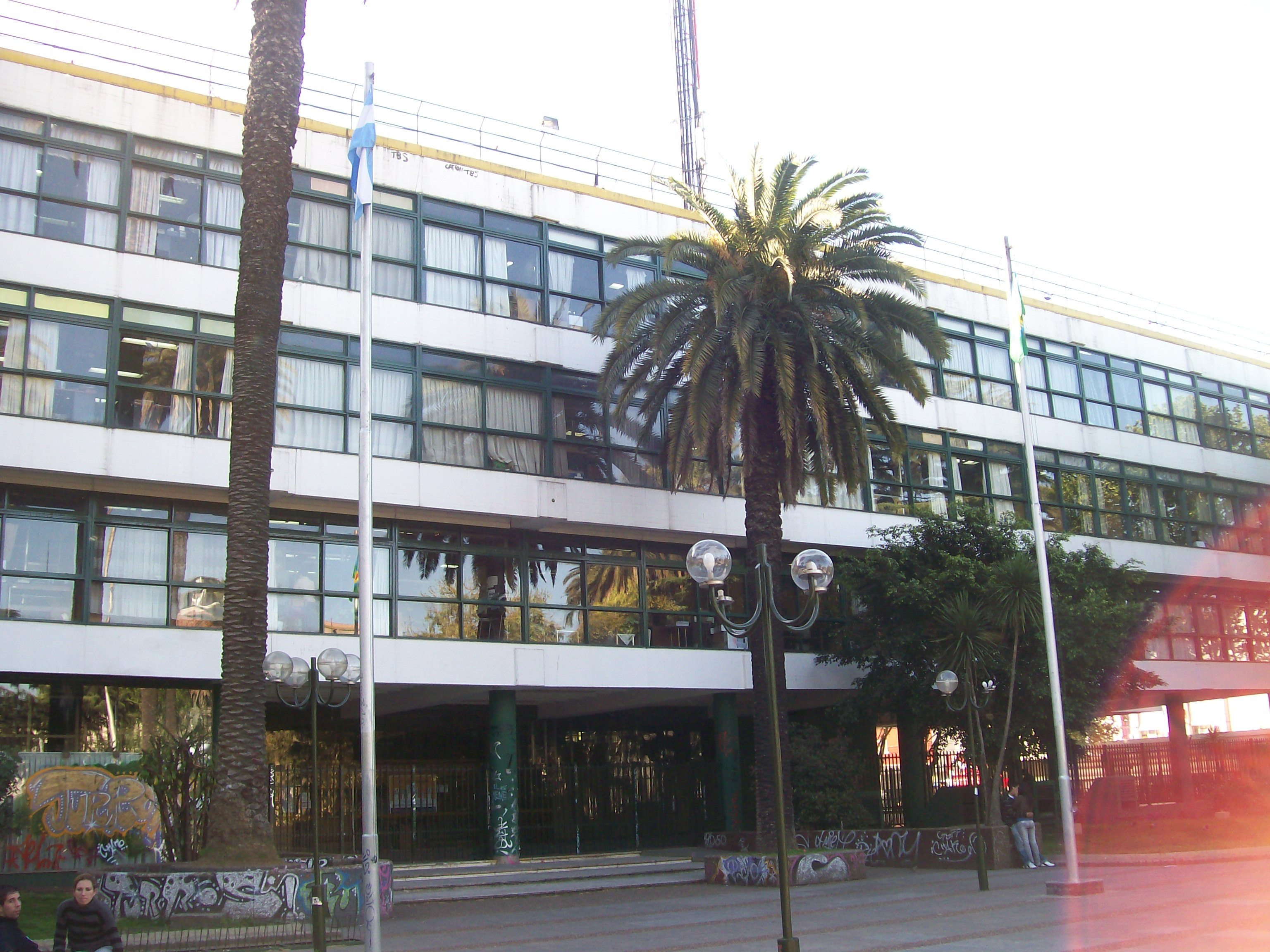
Municipalidad de San Martín.

La federalización de Buenos Aires modificó los límites del partido, que perdió los terrenos de Gainza y de Lynch (hoy Villa Pueyrredón, Agronomía y Villa Devoto), y recibió en compensación los de Ciudadela, José Ingenieros y Sáenz Peña. En 1911 es declarado ciudad.
En esos tiempos ya tenía la ciudad un perfil cívico-militar por la presencia de cuarteles, y la buena comunicación con Buenos Aires provocó un incesante crecimiento como suburbio de esta.
La aparición de hilanderías y numerosas fábricas en el transcurso del siglo XX llevó a que se la considere también Capital de la Industria, condición que fue perdiendo con el proceso de desindustrialización de fines de siglo.
En 1960 se escinde el partido de Tres de Febrero, con lo cual ve reducida su extensión casi a la mitad.
En 1961 se crea la Diócesis de San Martín, cuyo primer obispo fue Monseñor Dr. Manuel Menéndez. Actualmente la catedral de San Martín se encuentra ubicada en la plaza central junto al Palacio Municipal.

## Localidades
Desde la aprobación de la ordenanza municipal 13.003/2024, en diciembre de 2024, el Partido de General San Martín consta de 29 barrios oficiales:
1. Villa Lynch
2. Villa Parque Presidente Figueroa Alcorta
3. Villa Monteagudo
4. Villa Chacabuco
5. Villa Maipú
6. Villa Granaderos
7. Villa San Lorenzo
8. Villa Marqués
9. San Andrés
10. Villa Yapeyú
11. Ciudad del Libertador General San Martín
12. Villa Ayacucho
13. Villa Libertad
14. Billinghurst
15. Villa Bonich
16. Villa General Las Heras
17. Villa Gregoria Matorras
18. Villa Ballester Noroeste
19. Villa Ballester Noreste
20. Villa Tomás Guido
21. Villa Sucre
22. Villa Godoy Cruz
23. Villa Zapiola
24. Barrio de Jefes y Oficiales General San Martín
25. Villa Remedios de Escalada
26. Ciudad Jardín El Libertador
27. Villa Independencia
28. José León Suárez
29. Villa Necochea

## Geografía

Partidos del Gran Buenos Aires y el Gran La Plata.

En pleno cinturón de conurbación con la ciudad de Buenos Aires, limita al norte con Tigre, al noreste con San Isidro y Vicente López; al este con Buenos Aires, de la que está separado por la Av. General Paz, al sudoeste con Tres de febrero y al noroeste con San Miguel.
El territorio del partido se halla casi totalmente urbanizado, caracterizándose por tener una conformación altamente industrial, a expensas del desplazamiento de la producción agropecuaria.
Su crecimiento manufacturero le otorga la suficiente relevancia como para erigirlo en uno de los más pujantes dentro del Eje Industrial, así como también del ámbito provincial y nacional, siendo esto aseverado por su valor agregado que alcanza una participación del 6,3% con relación al primero, del 4,4% con respecto al segundo, y del 2% al tercero.

### Sismicidad
La región responde a la «subfalla del río Paraná», y a la «subfalla del río de la Plata», con sismicidad baja; y su última expresión se produjo el 5 de junio de 1888 (137 años), a las 3.20 UTC-3, con una aproximadamente de 5,0 en la escala de Richter (terremoto del Río de la Plata de 1888).

### Clima
| Parámetros climáticos promedio de Partido de General San Martín, BA | Parámetros climáticos promedio de Partido de General San Martín, BA | Parámetros climáticos promedio de Partido de General San Martín, BA | Parámetros climáticos promedio de Partido de General San Martín, BA | Parámetros climáticos promedio de Partido de General San Martín, BA | Parámetros climáticos promedio de Partido de General San Martín, BA | Parámetros climáticos promedio de Partido de General San Martín, BA | Parámetros climáticos promedio de Partido de General San Martín, BA | Parámetros climáticos promedio de Partido de General San Martín, BA | Parámetros climáticos promedio de Partido de General San Martín, BA | Parámetros climáticos promedio de Partido de General San Martín, BA | Parámetros climáticos promedio de Partido de General San Martín, BA | Parámetros climáticos promedio de Partido de General San Martín, BA | Parámetros climáticos promedio de Partido de General San Martín, BA |
| Mes                                                                 | Ene.                                                                | Feb.                                                                | Mar.                                                                | Abr.                                                                | May.                                                                | Jun.                                                                | Jul.                                                                | Ago.                                                                | Sep.                                                                | Oct.                                                                | Nov.                                                                | Dic.                                                                | Anual                                                               |
| ------------------------------------------------------------------- | ------------------------------------------------------------------- | ------------------------------------------------------------------- | ------------------------------------------------------------------- | ------------------------------------------------------------------- | ------------------------------------------------------------------- | ------------------------------------------------------------------- | ------------------------------------------------------------------- | ------------------------------------------------------------------- | ------------------------------------------------------------------- | ------------------------------------------------------------------- | ------------------------------------------------------------------- | ------------------------------------------------------------------- | ------------------------------------------------------------------- |
| Temp. máx. abs. (°C)                                                | 39.7                                                                | 39.3                                                                | 37.5                                                                | 35.8                                                                | 30.4                                                                | 27.6                                                                | 27.8                                                                | 34.2                                                                | 34.3                                                                | 34.7                                                                | 36.0                                                                | 38.1                                                                | 39.7                                                                |
| Temp. máx. media (°C)                                               | 29.5                                                                | 28.7                                                                | 25.4                                                                | 22.3                                                                | 19.9                                                                | 16.3                                                                | 14.6                                                                | 15.1                                                                | 18.8                                                                | 22.7                                                                | 24.9                                                                | 27.0                                                                | 29.5                                                                |
| Temp. media (°C)                                                    | 23.6                                                                | 23.0                                                                | 19.9                                                                | 16.9                                                                | 14.4                                                                | 10.8                                                                | 9.6                                                                 | 10.5                                                                | 13.6                                                                | 16.6                                                                | 19.2                                                                | 21.4                                                                | 16.6                                                                |
| Temp. mín. media (°C)                                               | 17.8                                                                | 17.4                                                                | 14.5                                                                | 11.6                                                                | 8.9                                                                 | 5.3                                                                 | 4.7                                                                 | 6.0                                                                 | 8.5                                                                 | 10.6                                                                | 13.6                                                                | 15.9                                                                | 11.2                                                                |
| Temp. mín. abs. (°C)                                                | 4.6                                                                 | 1.9                                                                 | -1.7                                                                | -4.8                                                                | -4.9                                                                | -6.3                                                                | -7.2                                                                | -5.4                                                                | -4.5                                                                | -3.9                                                                | -0.3                                                                | 1.8                                                                 | -7.2                                                                |
| Precipitación total (mm)                                            | 120.1                                                               | 119.0                                                               | 140.5                                                               | 100.4                                                               | 74.8                                                                | 69.6                                                                | 68.9                                                                | 70.3                                                                | 70.7                                                                | 117.2                                                               | 109.0                                                               | 111.3                                                               | 1171.8                                                              |
| Nevadas (cm)                                                        | 0                                                                   | 0                                                                   | 0                                                                   | 0                                                                   | 0                                                                   | 0                                                                   | 0                                                                   | 0                                                                   | 0                                                                   | 0                                                                   | 0                                                                   | 0                                                                   | 0                                                                   |
| Días de precipitaciones (≥ )                                        | 10                                                                  | 10                                                                  | 9                                                                   | 9                                                                   | 8                                                                   | 6                                                                   | 5                                                                   | 7                                                                   | 8                                                                   | 9                                                                   | 10                                                                  | 10                                                                  | 101                                                                 |
| Días de nevadas (≥ 0)                                               | 0                                                                   | 0                                                                   | 0                                                                   | 0                                                                   | 0                                                                   | 0                                                                   | 0                                                                   | 0                                                                   | 0                                                                   | 0                                                                   | 0                                                                   | 0                                                                   | 0                                                                   |
| Horas de sol                                                        | 270                                                                 | 240                                                                 | 190                                                                 | 175                                                                 | 170                                                                 | 135                                                                 | 140                                                                 | 175                                                                 | 180                                                                 | 215                                                                 | 255                                                                 | 260                                                                 | 2405                                                                |
| Humedad relativa (%)                                                | 68                                                                  | 67                                                                  | 89                                                                  | 83                                                                  | 78                                                                  | 75                                                                  | 80                                                                  | 81                                                                  | 80                                                                  | 79                                                                  | 72                                                                  | 70                                                                  | 76.8                                                                |
| Fuente: Servicio Meteorológico Nacional Argentino                   |                                                                     |                                                                     |                                                                     |                                                                     |                                                                     |                                                                     |                                                                     |                                                                     |                                                                     |                                                                     |                                                                     |                                                                     |                                                                     |

La Defensa Civil municipal debe advertir sobre escuchar y obedecer acerca de
Área de
- Tormentas severas periódicas
- Posible formación de tornados.
- Vientos dañinos.
- Granizo de variables tamaños.
- Baja sismicidad, con silencio sísmico de 137 años

### Población
Según los resultados definitivos del censo de 2022 la población del partido alcanza los 450.575 habitantes.
Es el cuarto distrito más densamente poblado del Gran Buenos Aires (7.871,7 hab./km²) después del Partido de Lanús, Vicente López y Tres de Febrero. Es el 11.º en magnitud poblacional dentro de la provincia de Buenos Aires.

## Bandera
La Bandera de la Municipalidad de General San Martín fue seleccionada por concurso el 14 de agosto de 2010 y presentada el 5 de septiembre de 2010 en el marco de la 7.º edición de la EPSam. Fue creada por el profesor Leopoldo Di Salvo.
La elección fue realizada por funcionarios nacionales, provinciales y comunales entre 30 modelos presentados. La deliberación tuvo lugar en el Salón de los Escudos del Palacio Municipal. Allí, un jurado compuesto por el Intendente de la comuna, Ricardo Ivoskus, la Lic. Nora Tristezza, del Ministerio de Educación de la Nación, Roberto vigevani, de la Secretaría de Cultura de la Presidencia de la Nación, Rubén Betbeder, del Instituto Cultural bonaerense y el historiador y vexilólogo, Horacio Calegari.
La insignia refleja el costado industrial y el desarrollo cultural del municipio, a través de una flecha azul. En ella, se observa el engranaje como único símbolo naturalista que identifica la voluntad del progreso del distrito. Luego, se combina el verde que representa la llanura, con el dorado del sol, armonizando con blanco para destacar los demás colores. Todo esto reúne simbolismo, simplicidad, fácil reproducción y clara visibilidad.

### Suspensión de su uso
En diciembre de 2011 el recién asumido intendente municipal Gabriel Katopodis decidió suspender el uso de la bandera sanmartinense en todos los edificios municipales del distrito. Otras instituciones y organizaciones del distrito que habían recibido la bandera por parte de las autoridades municipales para exhibirla en sus sedes acompañaron la decisión. Esta determinación se basa en que la bandera sanmartinense porta los colores verde y amarillo que identifican al partido político del ex intendente municipal Ricardo Ivoskus. El modelo fue creado por el artista local Leopoldo Di Salvo.

## Política

### Elecciones municipales

#### Elecciones en la década de 2020
|  | 39,47 % |

|  | 37,70 % |

|  | 7,98 % |

|  | 6,82 % |

|  | 4,31 % |

|  | 3,73 % |

|  | 96,79 % |

|  | 2,03 % |

|  | 1,19 % |

|  | 67,91 % |

|  | 100 % |

#### Elecciones en la década de 2010
|  | 54,86 % |

|  | 34,66 % |

|  | 5,51 % |

|  | 3,26 % |

|  | 1,70 % |

|  | 94,60 % |

|  | 4,64 % |

|  | 0,76 % |

|  | 77,55 % |

|  | 100 % |

|  | 40,32 % |

|  | 32,64 % |

|  | 11,82 % |

|  | 9,40 % |

|  | 5,82 % |

|  | 96,04 % |

|  | 3,18 % |

|  | 0,78 % |

|  | 74,92 % |

|  | 100 % |

|  | 39,83 % |

|  | 34,76 % |

|  | 18,23 % |

|  | 4,49 % |

|  | 2,68 % |

|  | 89,71 % |

|  | 9,65 % |

|  | 0,64 % |

|  | 77,91 % |

|  | 100 % |

|  | 49,85 % |

|  | 25,69 % |

|  | 13,51 % |

|  | 6,68 % |

|  | 4,27 % |

|  | 93,87 % |

|  | 5,23 % |

|  | 0,90 % |

|  | 77,99 % |

|  | 100 % |

|  | 37,72 % |

|  | 31,83 % |

|  | 7,77 % |

|  | 7,45 % |

|  | 4,78 % |

|  | 4,11 % |

|  | 3,00 % |

|  | 1,88 % |

|  | 1,47 % |

|  | 91,36 % |

|  | 7,95 % |

|  | 0,69 % |

|  | 78,64 % |

|  | 100 % |

1. ↑  Nunca asumió, lo reemplaza Fernando Adrián Moreira.

#### Elecciones en la década de 2000
|  | 21,27 % |

|  | 11,03 % |

|  | 32,30 % |

|  | 26,71 % |

|  | 11,27 % |

|  | 3,22 % |

|  | 14,49 % |

|  | 5,90 % |

|  | 4,91 % |

|  | 3,78 % |

|  | 3,63 % |

|  | 2,72 % |

|  | 1,75 % |

|  | 0,72 % |

|  | 0,70 % |

|  | 0,54 % |

|  | 0,44 % |

|  | 0,43 % |

|  | 0,42 % |

|  | 0,33 % |

|  | 0,25 % |

|  | 0,01 % |

|  | 91,41 % |

|  | 7,20 % |

|  | 1,39 % |

|  | 73,84 % |

|  | 100 % |

|  | 40,42 % |

|  | 17,36 % |

|  | 15,62 % |

|  | 8,50 % |

|  | 3,80 % |

|  | 3,22 % |

|  | 2,65 % |

|  | 1,84 % |

|  | 1,44 % |

|  | 1,10 % |

|  | 1,04 % |

|  | 0,90 % |

|  | 0,75 % |

|  | 0,42 % |

|  | 0,40 % |

|  | 0,34 % |

|  | 0,18 % |

|  | 75,88 % |

|  | 23,04 % |

|  | 1,08 % |

|  | 75,28 % |

|  | 100 % |

|  | 33,13 % |

|  | 29,18 % |

|  | 11,11 % |

|  | 6,76 % |

|  | 4,57 % |

|  | 3,20 % |

|  | 1,64 % |

|  | 1,51 % |

|  | 1,36 % |

|  | 1,29 % |

|  | 1,15 % |

|  | 0,86 % |

|  | 0,84 % |

|  | 0,71 % |

|  | 0,54 % |

|  | 0,42 % |

|  | 0,33 % |

|  | 0,32 % |

|  | 0,28 % |

|  | 0,27 % |

|  | 0,16 % |

|  | 0,14 % |

|  | 0,14 % |

|  | 0,10 % |

|  | 90,84 % |

|  | 7,58 % |

|  | 1,58 % |

|  | 73,34 % |

|  | 100 % |

|  | 31,20 % |

|  | 27,29 % |

|  | 12,71 % |

|  | 9,20 % |

|  | 7,40 % |

|  | 3,35 % |

|  | 3,27 % |

|  | 1,55 % |

|  | 1,09 % |

|  | 0,94 % |

|  | 0,82 % |

|  | 0,39 % |

|  | 0,33 % |

|  | 0,27 % |

|  | 0,14 % |

|  | 0,05 % |

|  | 0,00 % |

|  | 91,16 % |

|  | 7,32 % |

|  | 1,52 % |

|  | 68,66 % |

|  | 100 % |

|  | 26,08 % |

|  | 3,61 % |

|  | 1,10 % |

|  | 0,20 % |

|  | 30,99 % |

|  | 14,12 % |

|  | 10,49 % |

|  | 8,14 % |

|  | 7,87 % |

|  | 7,13 % |

|  | 5,67 % |

|  | 3,24 % |

|  | 2,91 % |

|  | 1,88 % |

|  | 1,48 % |

|  | 1,42 % |

|  | 1,27 % |

|  | 0,91 % |

|  | 0,72 % |

|  | 0,66 % |

|  | 0,56 % |

|  | 0,54 % |

|  | 73,11 % |

|  | 8,84 % |

|  | 18,05 % |

|  | 76,61 % |

|  | 100 % |

#### Elecciones en la década de 1990
|  | 46,91 % |

|  | 30,18 % |

|  | 5,03 % |

|  | 35,21 % |

|  | 7,81 % |

|  | 5,12 % |

|  | 0,98 % |

|  | 0,92 % |

|  | 0,79 % |

|  | 0,53 % |

|  | 0,47 % |

|  | 0,41 % |

|  | 0,36 % |

|  | 0,27 % |

|  | 0,22 % |

|  | 91,43 % |

|  | 7,63 % |

|  | 0,94 % |

|  | 85,07 % |

|  | 100 % |

|  | 52,83 % |

|  | 34,93 % |

|  | 2,94 % |

|  | 2,13 % |

|  | 1,78 % |

|  | 1,52 % |

|  | 1,49 % |

|  | 1,27 % |

|  | 1,11 % |

|  | 95,34 % |

|  | 3,72 % |

|  | 0,94 % |

|  | 81,98 % |

|  | 100 % |

|  | 49,39 % |

|  | 28,74 % |

|  | 14,86 % |

|  | 3,20 % |

|  | 0,71 % |

|  | 0,71 % |

|  | 0,61 % |

|  | 0,49 % |

|  | 0,34 % |

|  | 0,31 % |

|  | 0,26 % |

|  | 0,22 % |

|  | 0,16 % |

|  | 94,08 % |

|  | 5,38 % |

|  | 0,54 % |

|  | 83,50 % |

|  | 100 % |

|  | 45,93 % |

|  | 22,34 % |

|  | 13,03 % |

|  | 5,64 % |

|  | 3,66 % |

|  | 2,00 % |

|  | 1,37 % |

|  | 1,19 % |

|  | 1,12 % |

|  | 0,91 % |

|  | 0,51 % |

|  | 0,47 % |

|  | 0,41 % |

|  | 0,39 % |

|  | 0,38 % |

|  | 0,37 % |

|  | 0,28 % |

|  | 95,88 % |

|  | 3,13 % |

|  | 0,99 % |

|  | 81,79 % |

|  | 100 % |

|  | 43,60 % |

|  | 22,20 % |

|  | 11,64 % |

|  | 7,23 % |

|  | 3,00 % |

|  | 2,81 % |

|  | 2,33 % |

|  | 1,83 % |

|  | 1,80 % |

|  | 1,38 % |

|  | 0,96 % |

|  | 0,60 % |

|  | 0,46 % |

|  | 0,16 % |

|  | 95,61 % |

|  | 3,41 % |

|  | 0,98 % |

|  | 81,33 % |

|  | 100 % |

#### Elecciones en la década de 1980
|  | 48,13 % |

|  | 23,76 % |

|  | 11,49 % |

|  | 6,40 % |

|  | 4,80 % |

|  | 2,46 % |

|  | 1,77 % |

|  | 0,58 % |

|  | 0,37 % |

|  | 0,24 % |

|  | 95,29 % |

|  | 4,14 % |

|  | 0,57 % |

|  | 86,85 % |

|  | 100 % |

|  | 49,29 % |

|  | 32,13 % |

|  | 6,31 % |

|  | 4,05 % |

|  | 2,36 % |

|  | 1,89 % |

|  | 0,99 % |

|  | 0,84 % |

|  | 0,60 % |

|  | 0,43 % |

|  | 0,36 % |

|  | 0,17 % |

|  | 0,17 % |

|  | 0,16 % |

|  | 0,14 % |

|  | 0,11 % |

|  | 97,59 % |

|  | 1,77 % |

|  | 0,64 % |

|  | 86,30 % |

|  | 100 % |

|  | 37,48 % |

|  | 24,09 % |

|  | 13,66 % |

|  | 10,82 % |

|  | 4,48 % |

|  | 3,33 % |

|  | 2,55 % |

|  | 1,12 % |

|  | 0,78 % |

|  | 0,65 % |

|  | 0,50 % |

|  | 0,29 % |

|  | 0,25 % |

|  | 98,27 % |

|  | 1,00 % |

|  | 0,73 % |

|  | 84,59 % |

|  | 100 % |

|  | 44,25 % |

|  | 37,73 % |

|  | 9,40 % |

|  | 2,42 % |

|  | 1,19 % |

|  | 1,18 % |

|  | 1,06 % |

|  | 0,64 % |

|  | 0,52 % |

|  | 0,49 % |

|  | 0,40 % |

|  | 0,36 % |

|  | 0,24 % |

|  | 0,12 % |

|  | 93,10 % |

|  | 6,42 % |

|  | 0,48 % |

|  | 85,82 % |

|  | 100 % |

1. ↑  Renunció el 31 de marzo de 1986, lo sucede Hugo César Asef

#### Elecciones en la década de 1970 y 1960
|  | 59,05 % |

|  | 15,54 % |

|  | 10,97 % |

|  | 7,32 % |

|  | 2,17 % |

|  | 1,81 % |

|  | 1,43 % |

|  | 1,24 % |

|  | 0,47 % |

|  | 93,97 % |

|  | 5,57 % |

|  | 0,46 % |

|  | 47,97 % |

|  | 23,34 % |

|  | 6,38 % |

|  | 3,91 % |

|  | 3,25 % |

|  | 2,57 % |

|  | 2,31 % |

|  | 2,18 % |

|  | 1,66 % |

|  | 1,42 % |

|  | 1,19 % |

|  | 1,13 % |

|  | 0,82 % |

|  | 0,58 % |

|  | 0,56 % |

|  | 0,33 % |

|  | 0,24 % |

|  | 0,16 % |

|  | 97,59 % |

|  | 2,41 % |

|  | 29,61 % |

|  | 26,59 % |

|  | 10,24 % |

|  | 8,27 % |

|  | 7,78 % |

|  | 7,34 % |

|  | 5,49 % |

|  | 1,30 % |

|  | 1,21 % |

|  | 0,83 % |

|  | 0,73 % |

|  | 0,61 % |

|  | 77,14 % |

|  | 19,24 % |

|  | 3,62 % |

## Educación
Tiene una universidad nacional, Universidad Nacional de General San Martín.
- Tasa de analfabetismo: 13,6 %(2010).

| Nivel de Instrucción                                       | Municipio | Provincia | País   |
| ---------------------------------------------------------- | --------- | --------- | ------ |
| Sin Instrucción o primaria incompleta                      | 30,77%    | 13,61%    | 17,90% |
| Primaria completa y secundaria incompleta                  | 52,02%    | 53,16%    | 48,87% |
| Secundaria completa y terciario o universitario incompleto | 15,30%    | 13,71%    | 10,49% |
| Terciario o universitario completo                         | 6,91%     | 7,52%     | 8,73%  |

## Hogares y viviendas
- Total de Hogares: 146.796 (2010).

## Empleo
| Categoría de trabajador                | Municipio | Provincia | País   |
| -------------------------------------- | --------- | --------- | ------ |
| Obrero o empleado en el sector público | 13,58%    | 18,98%    | 21,20% |
| Obrero o empleado en el sector privado | 59,65%    | 53,72%    | 48,94% |
| Patrón                                 | 5,57%     | 6,66%     | 6,24%  |
| Trabajador por cuenta propia           | 19,09%    | 18,27%    | 20,26% |
| Trabajador familiar                    | 2,10%     | 2,38%     | 3,37%  |

## Cobertura social
El 51,69 % de la población tiene cobertura social (2001).

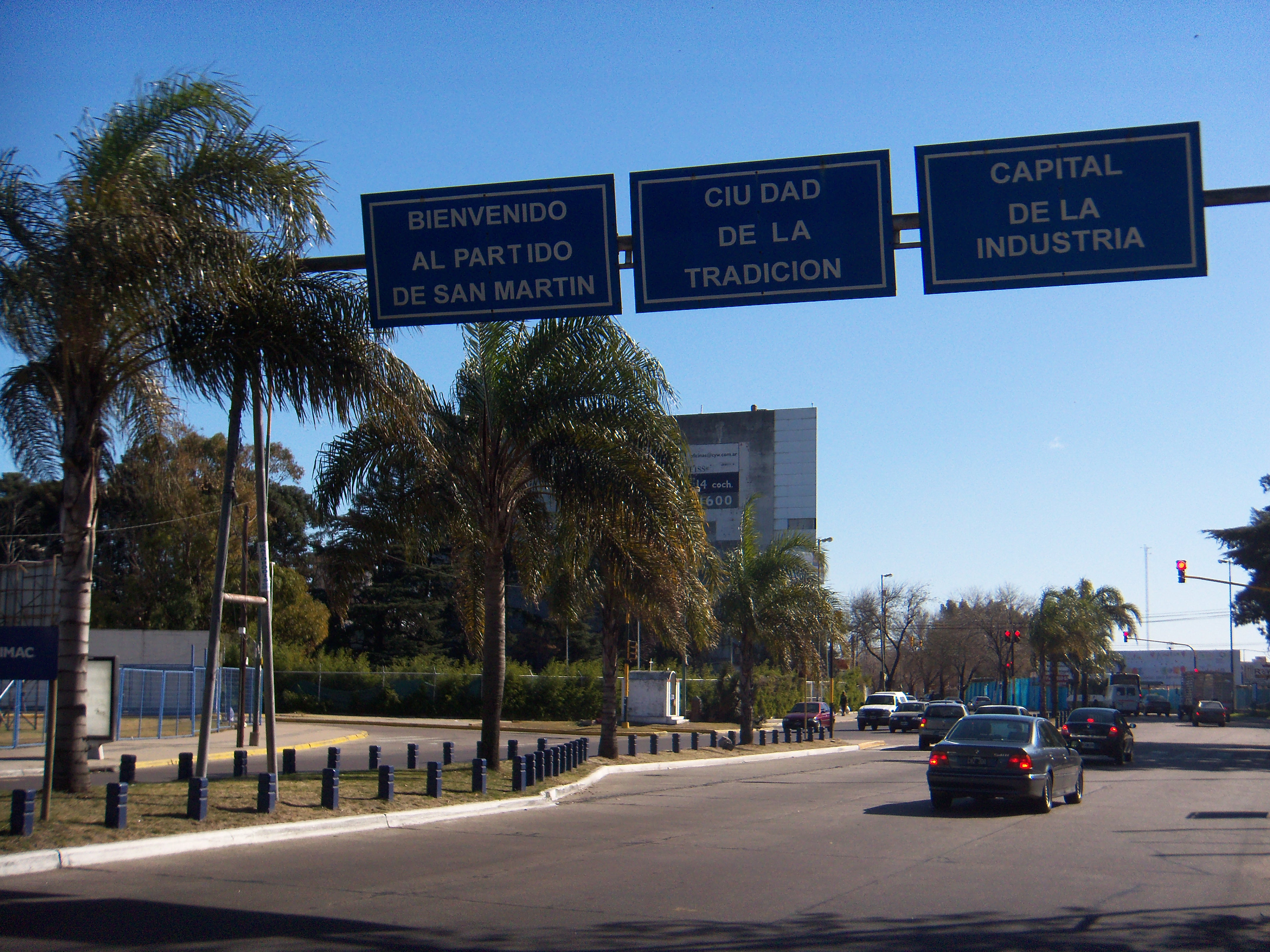
Acceso a San Martín por la ex Ruta Nacional 8.

|                  | Municipio | Provincia | País   |
| ---------------- | --------- | --------- | ------ |
| Cobertura social | 51,69%    | 51,21%    | 51,95% |

## Ciudad de la Tradición
General San Martín goza de dos privilegios que han motivado su denominación como “Ciudad de la Tradición”: uno de ellos es ser cuna de José Hernández, autor del Martín Fierro, la obra máxima de literatura gauchesca argentina. En su casa natal, ubicada en Villa Ballester Oeste, declarada Monumento Histórico Nacional el 13 de noviembre de 1972 mediante el Decreto N.º 7105/72, funciona actualmente el Museo Histórico “José Hernández - Chacra Pueyrredón”. El otro es ser el Hito N.º 1 de la Argentinidad por el Combate de Perdriel, que tuvo lugar el 1.º de agosto de 1806 en los alrededores de la misma Chacra Pueyrredón. Este combate inauguró la resistencia de los criollos durante la Primera invasión inglesa a Buenos Aires.
El 22 de octubre de 1975, el Senado y Cámara de Diputados de la Nación Argentina promulgan la Ley N.º 21.154, la cual establece declarar, en todo el territorio de la República, el 10 de noviembre como “Día de la Tradición” y a la ciudad de San Martín, cabecera del partido, como “Ciudad de la Tradición”.

## Capital de la Industria

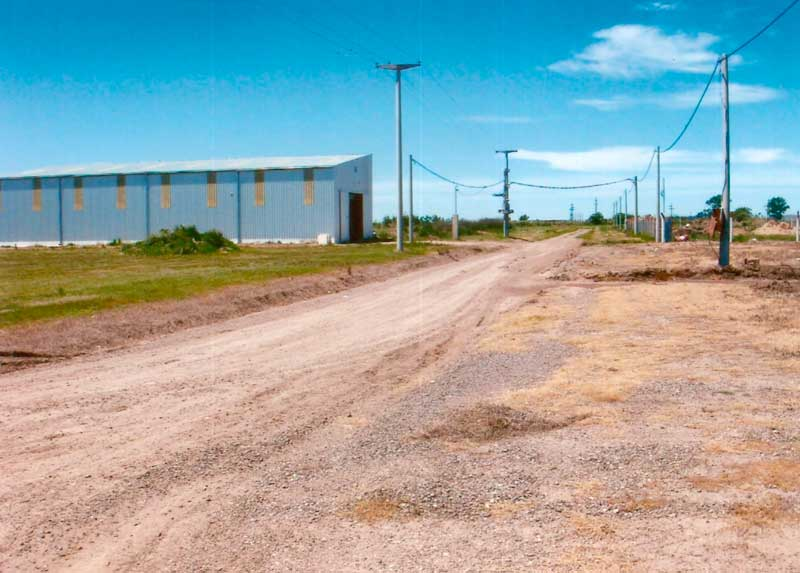
Parque industrial San Martín, al norte de J.L. Suárez

El 10 de junio de 1988, el Concejo Deliberante de General San Martín, sanciona la Ordenanza N.º 3358/88, promulgada por Decreto N.º 2589/88, la cual establece:

Declarar a la Ciudad de San Martín, perteneciente al partido homónimo, “Capital de la Industria”.

La intención de esta iniciativa, fue la de dar trascendencia al perfil industrial del municipio. A fines de la década de 1980, General San Martín representaba la segunda fuerza industrial de la Provincia de Buenos Aires y del país; era la primera concentración de Argentina de la Pequeña y Mediana Empresa y producía el 3% del PBII (Producto Bruto Interno Industrial) nacional.
Dentro de José León Suárez (una de las diez localidades del partido), a la vera de la autopista Camino Parque del Buen Ayre, se encuentra emplazado el relleno sanitario a cargo de la Coordinación Ecológica Área Metropolotana Sociedad del Estado (CEAMSE) que recibe y procesa los residuos tanto de la Provincia como de la Ciudad. Asimismo, el CEAMSE colinda con tres de las unidades penitenciarias que componen el Complejo Penitenciario Conurbano Bonaerense Norte.

## Cuna del Golf en la República Argentina
El municipio ha sido declarado también como Cuna del Golf en la República Argentina —Decreto Municipal 789/07— ya que en el distrito se registran los hitos fundacionales del mismo en el país.
En la ciudad de San Martín se conoce la práctica de este deporte en el año 1885; en 1892 se establece en la localidad de San Andrés el Buenos Ayres Golf Club (hoy San Andrés Golf Club), el más antiguo del país, y el 13 de mayo de 1894 tiene lugar en San Martín el primer partido oficial de golf en la Argentina. Además, en territorio del partido han nacido insignes golfistas: Roberto de Vicenzo y José Jurado, ambos oriundos de Villa Ballester.

## Museos

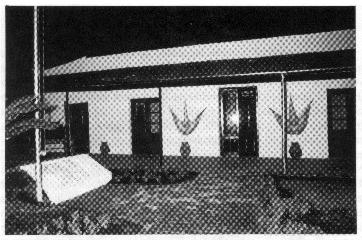
Museo Histórico Regional de San Martín «Brig. Gral. Don Juan Manuel de Rosas».

### Museo Histórico José Hernández-Chacra Pueyrredón
Presbítero Carballo 5042, Villa Ballester. Tel:(011)4847-5035
Horario: martes a viernes de 10 a 16. Sábados 11 a 17.
- Propiedad de la histórica familia argentina Pueyrredón, en sus inmediaciones se libró el combate de Perdriel, durante la Primera Invasión Inglesa a Buenos Aires, en (1806). Además es el lugar de nacimiento del máximo exponente de la literatura gauchesca argentina, José Hernández (1834-1886), autor del Martín Fierro.

### Visitas guiadas
- Taller de Tapiz y Telar
- Curso de Historia Argentina
- Dibujo y Pintura
- Curso Pro-Huerta (a cargo de la Secretaría de Desarrollo Social).
- Cerámica originaria
- Cestería

### Museo Histórico Regional de San Martín «Brig. Gral. Don Juan Manuel de Rosas»
Calle 72 (Diego Pombo) 3324, San Andrés. Tel:(011)4830-0683
Horario: martes a sábados de 10 a 16.
- El museo forma parte de lo que fuera el cuartel general del Gobernador de Buenos Aires, Juan Manuel de Rosas, en las tierras denominadas por entonces Santos Lugares (única edificación que quedó en pie después de la demolición de 1906).

### Museo Casa Carnacini
Calle 110 (Pueyrredón) 2720, Villa Ballester. Tel:(011)4847-5042.
- En esta casa vivió durante cincuenta años el paisajista y grabador post-impresionista Ceferino Carnacini (1888-1964). Allí se llevó a cabo la muestra Dalí y el surrealismo, en la cual se expusieron obras originales del genial surrealista catalán Salvador Dalí.

### Medios de comunicación
Prensa escrita
En el distrito se editan los periódicos locales: La Palabra, Reflejos de La Ciudad, La Brújula, Con-Textos, Huella, Informaciones y Ecos. Se edita también un periódico trimestral, de carácter cultural-histórico: "El Restaurador". También llegan todos los diarios de tirada nacional.
Televisión
Canal 4 San Martín transmite desde hace más de 14 años para todo el distrito con una programación variada de índole local y comunitario. Además opera el canal Zona 31, cuyo alcance se extiende a distritos vecinos y la Ciudad Autónoma de Buenos Aires.
Radio
Las cadenas FM ROTONDA 90.9, FM Éxtasis 92.5, FM Bus 106.1, FM Sol de Octubre 101.9 y FM SOS 105.1 son radios de baja frecuencia modulada que operan desde la comuna entre otras. FM Reconquista 89.5, radio comunitaria que funciona desde 1988 hasta la actualidad. Radio Atomika de 19 años de existencia, actualmente solo se transmite en línea. Radio General San Martín AM 610 y AM 1120 Radio Sudamericana son de amplitud modulada. 
Internet
Los portales informativos Prensa Crítica, Minuto San Martín, La Noticia Web, SM Noticias y Zorzal Diario difunden noticias locales.

### Proyecto: "El Museo va a la Escuela"

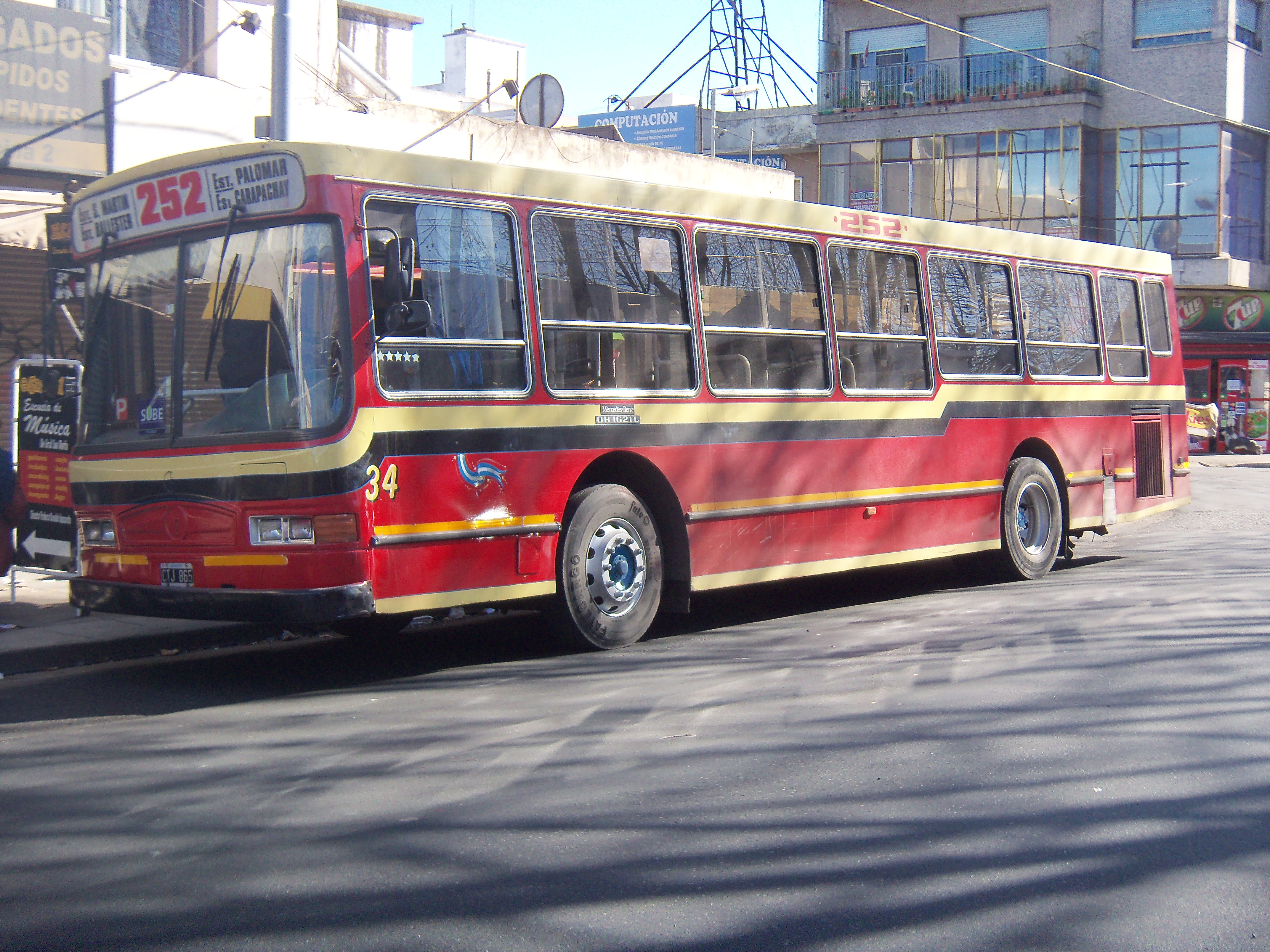
Colectivo de la línea 252 frente a estación San Martín.

- Colectivo de la línea 252 frente a estación San Martín.Se propone material didáctico y profesionales especializados para la realización de actividades en las áreas de Ciencias Sociales, Lengua y Tecnología.

## Medios de transporte

### Líneas de colectivos
Varias líneas de colectivos recorren la ciudad y la unen con la Ciudad de Buenos Aires u otras localidades de la zona como las líneas 78, 87, 111, 117, 123, 127, 140, 161, 169, 176, 204A, 237, 252, 328,  343 y 670 entre las más importantes.

#### Terminales y finales de recorridos de colectivos en San Martín
| Líneas                                        | Empresa propietaria, operadora y ubicación de la terminal o final de recorrido en San Martín                 | Recorridos y Terminales | Año de creación de la línea                     | Cantidad de vehículos. |
| --------------------------------------------- | --- | --- | ----------------------------------------------- | ---------------------- |
| 78                                            | DOTA - Los Constituyentes S.A.T. Terminal (no es parte de recorrido) en José León Suárez.                    | A - Chacarita - Estación Chilavert - Estación Villa Adelina C - Chacarita - Loma Hermosa (Calle Río Pilcomayo, RP 8 y Hospital Bocalandro). | 1943                                            | 56                     |
| 87                                            | DOTA - Los Constituyentes S.A.T. Terminal / final de recorrido del ramal B en José León Suárez.              | A - Chacarita - Avenida San Martín y RP 8 (Villa Lynch) - San Martín - Est. José León Suárez - Boulogne Sur Mer - Fábrica Ford B - Hasta José León Suárez C - Hasta Boulogne Sur Mer | 1946                                            | 50                     |
| 90                                            | M.O.D.O. S.A.T.A. Terminal / final de recorrido en Villa Lynch.                                              | Plaza Constitución - Griveo, Villa Devoto / Terminal Villa Lynch. | 1942 - (2014 Adquisición por M.O.D.O. S.A.T.A.) | 42                     |
| 111                                           | Los Constituyentes S.A.T. (D.O.T.A.) Terminal / final de recorrido en José León Suárez.                      | Aduana - Villa Concepción - Terminal José León Suárez. | 1944                                            | 63                     |
| 204A                                          | Línea Sesenta SA (MONSA) Final de recorrido en Villa Lynch.                                                  | Villa Lynch (Av. San Martín y Av. General Paz) - General Pacheco - Fábrica Ford - Puente Garin - Ing. Maschwitz - Estación Escobar - Escobar, Barrio Loma Verde - Campana - Terminal de ómnibus de Zárate (Ex Est. Zárate Línea Urquiza). |                                                 |                        |
| 237                                           | Cia. La Isleña S.R.L. - Terminal en José León Suárez.                                                        | (Ramal Troncal) Villa Lanzone - Gral. Paz y Av. Beiro. / (Cartel A) Villa Lanzone - Estación William Morris / (Cartel B) Villa Lanzone - Liniers. | 2014 Adquisición por La Isleña S.R.L.           | 90                     |
| 252                                           | Transportes José Hernández S.A. (Compañía Noroeste S.A.T.) Terminal / final de recorrido en Villa Chacabuco. | (Cartel C) Villa Chacabuco - Billinghurst - Villa Ballester - Carapachay / (Cartel P) Villa Chacabuco - Billinghurst - Villa Bosch - Martín Coronado - El Palomar. |                                                 |                        |
| 410                                           | Transporte Atlántida S.A.C. Final de recorrido en Villa Lynch.                                               | Moreno / Lujan a General Paz. |                                                 |                        |
| 670                                           | Micro Ómnibus General San Martín S.A.C. - 2015 Adquisición por La Isleña S.R.L.                              | (Blanco) Villa Lynch - Loma Hermosa. / (Verde) Est. San Martín - Loma Hermosa / (Rojo) Est. San Martín - Loma Hermosa por Barrio Libertador / (Azul) Loma Hermosa - Est. J.L. Suárez. / (Amarillo) Est. San Martín - Parque Industrial San Martín / (Naranja 1) Est. San Martín - Villa Hidalgo. / (Naranja 2) Est. J.L. Suárez - Loma Hermosa por Barrio Libertador. | 1963                                            |                        |
| Universitaria de San Martín Uso Universirario | Universidad Nacional de General San Martín.                                                                  | Recorrido por Facultades, final a metros de la Est. Miguelete. | 2013                                            |                        |

### Ferrocarriles

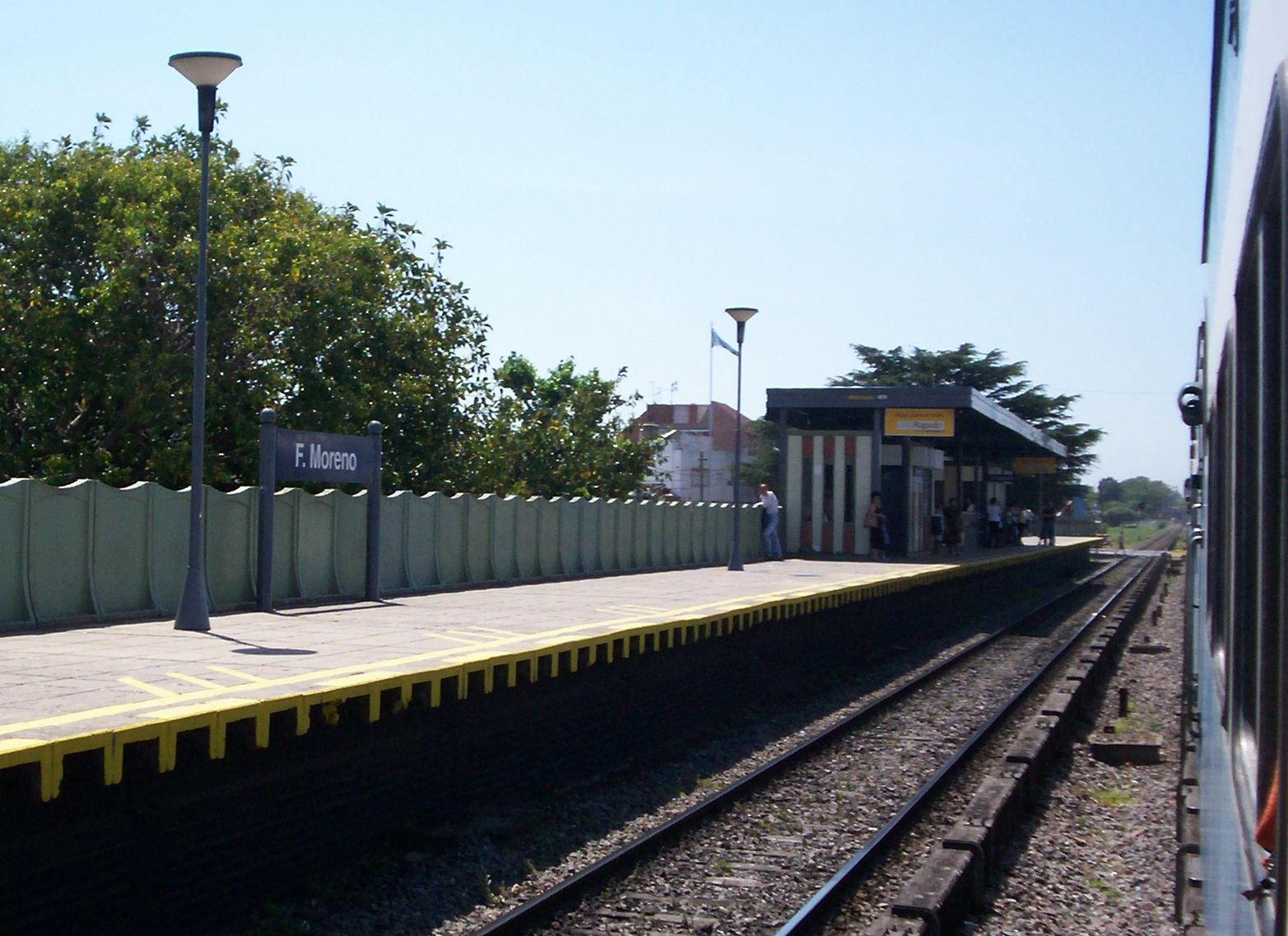
Estación Fernández Moreno, línea Urquiza.

Actualmente el partido cuenta con tres líneas de trenes que lo atraviesan:
La Línea Urquiza desde la Estación Coronel Lynch (limitando con Villa Devoto) hasta la Estación Tropezón (limitando con el partido de 3 de febrero)
La Línea Mitre ramal José León Suárez desde la Estación Miguelete (limitando con Villa Pueyrredón) finalizando su recorrido en la Estación José León Suárez. También desde la Estación Miguelete parte el tren de la UNSAM conectando el campus universitario con el servicio de la Línea Mitre.

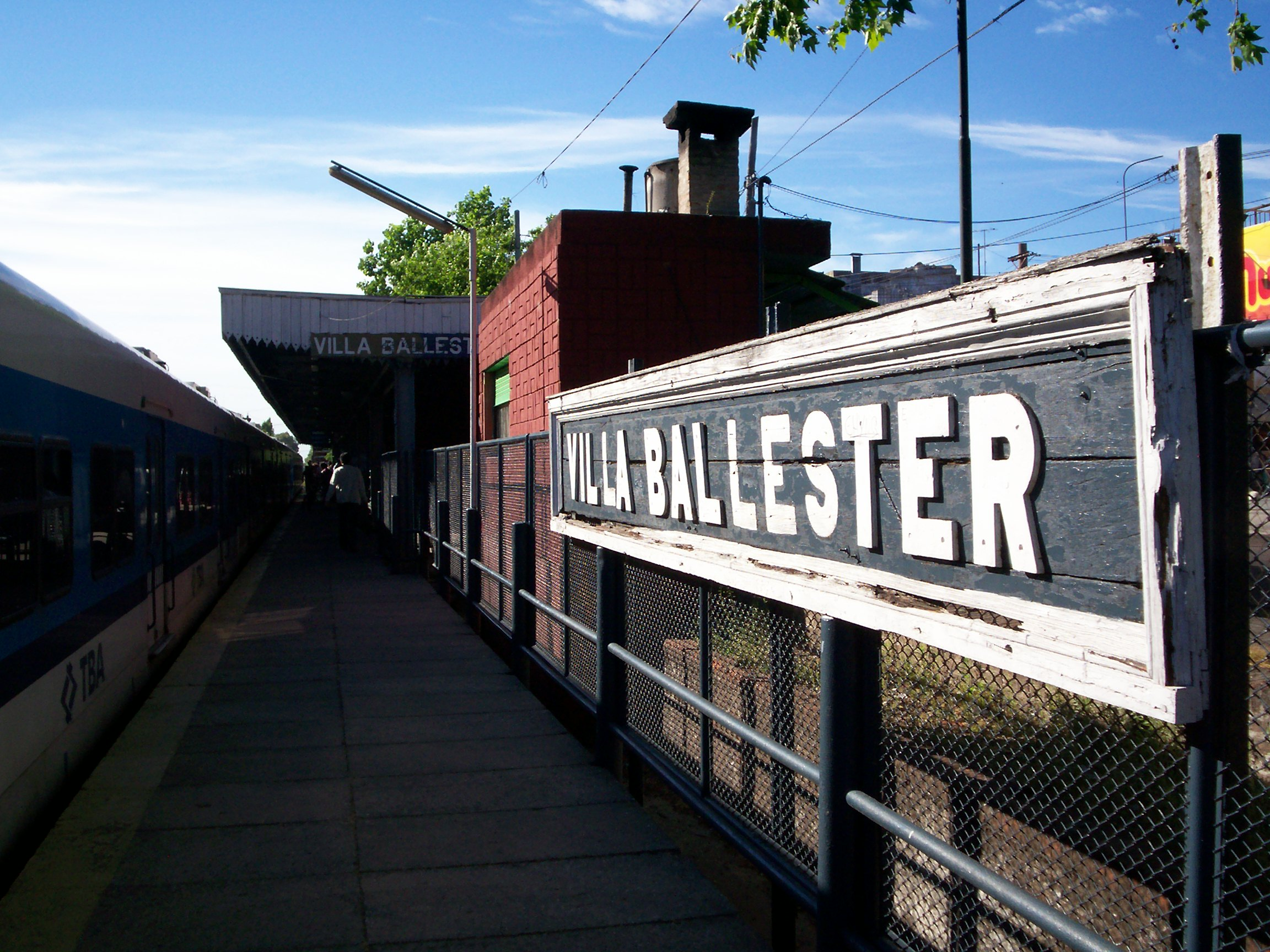
Estación Villa Ballester, línea Mitre.

#### Estaciones de ferrocarril dentro del partido
• Línea Urquiza:
- Estación Coronel Lynch
- Estación Fernández Moreno
- Estación Lourdes
- Estación Tropezón

• Línea Mitre:
- Estación Miguelete
- Estación San Martín
- Estación San Andrés
- Estación Malaver
- Estación Villa Ballester
- Estación Chilavert
- Estación José León Suárez

Una parte del recorrido de la Línea Belgrano Norte pasa por Villa Hidalgo, José León Suárez pero no tiene una estación dentro del Partido de San Martín. Este tramo del recorrido se encuentra entre las Estaciones Boulogne Sur Mer y Vicealmirante Montes.